# Episodi di Leone il cane fifone (terza stagione)
La terza stagione della serie animata Leone il cane fifone, composta da 13 episodi, è stata trasmessa negli Stati Uniti, su Cartoon Network, dall'11 gennaio al 9 agosto 2002.
In Italia è stata trasmessa su Cartoon Network dal 31 ottobre al 19 novembre 2002.
| n° | n° | Titolo originale            | Titolo italiano                     | Prima TV USA    | Prima TV Italia  |
| -- | -- | --------------------------- | ----------------------------------- | --------------- | ---------------- |
| 27 | 1  | Muriel Meets Her Match      | Il diamante della nonna             | 11 gennaio 2002 | 31 ottobre 2002  |
| 27 | 1  | Courage vs. Mecha-Courage   | Leone e il cane meccanico           | 11 gennaio 2002 | 31 ottobre 2002  |
| 28 | 2  | Campsite of Terror          | Il campeggio del terrore            | 8 febbraio 2002 | 4 novembre 2002  |
| 28 | 2  | Record Deal                 | Il fantasma di Velvet Vic           | 8 febbraio 2002 | 4 novembre 2002  |
| 29 | 3  | Stormy Weather              | La dea della tempesta               | 15 marzo 2002   | 5 novembre 2002  |
| 29 | 3  | The Sandman Sleeps          | Il re del sonno                     | 15 marzo 2002   | 5 novembre 2002  |
| 30 | 4  | Hard Drive Courage          | Leone cane informatico              | 7 giugno 2002   | 6 novembre 2002  |
| 30 | 4  | The Ride of the Valkyries   | La cavalcata delle valchirie        | 7 giugno 2002   | 6 novembre 2002  |
| 31 | 5  | Scuba-Scuba Doo             | L'eroe di Coralville                | 14 giugno 2002  | 7 novembre 2002  |
| 31 | 5  | Conway the Contaminationist | L'elisir di lunga vita              | 14 giugno 2002  | 7 novembre 2002  |
| 32 | 6  | Katz Under the Sea          | Il sottomarino di capitan Gatti     | 21 giugno 2002  | 8 novembre 2002  |
| 32 | 6  | Curtain of Cruelty          | Il raggio della crudeltà            | 21 giugno 2002  | 8 novembre 2002  |
| 33 | 7  | Feast of the Bullfrogs      | Il banchetto delle rane             | 28 giugno 2002  | 11 novembre 2002 |
| 33 | 7  | Tulip's Worm                | Nuovi animaletti                    | 28 giugno 2002  | 11 novembre 2002 |
| 34 | 8  | So in Louvre Are We Two     | Monna Lisa                          | 5 luglio 2002   | 12 novembre 2002 |
| 34 | 8  | Night of the Scarecrow      | Lo spaventapasseri                  | 5 luglio 2002   | 12 novembre 2002 |
| 35 | 9  | Mondo Magic                 | Lo strabiliante Mondo               | 12 luglio 2002  | 13 novembre 2002 |
| 35 | 9  | Watch the Birdies           | Marilù babysitter                   | 12 luglio 2002  | 13 novembre 2002 |
| 36 | 10 | Fishy Business              | La pescionaria                      | 19 luglio 2002  | 14 novembre 2002 |
| 36 | 10 | Angry Nasty People          | L'Abominevole e i suoi              | 19 luglio 2002  | 14 novembre 2002 |
| 37 | 11 | Dome of Doom                | La cupola prodigiosa                | 26 luglio 2002  | 15 novembre 2002 |
| 37 | 11 | Snowman's Revenge           | Il ritorno di Pupazzo di neve       | 26 luglio 2002  | 15 novembre 2002 |
| 38 | 12 | The Quilt Club              | Il Club della trapunta              | 2 agosto 2002   | 18 novembre 2002 |
| 38 | 12 | Swindlin' Wind              | Chi semina vento raccoglie tempesta | 2 agosto 2002   | 18 novembre 2002 |
| 39 | 13 | King of Flan                | Ipnospot                            | 9 agosto 2002   | 19 novembre 2002 |
| 39 | 13 | Courage Under the Volcano   | Leone sotto il vulcano              | 9 agosto 2002   | 19 novembre 2002 |

## Il diamante della nonna
Marilù incontra una criminale dall'aspetto simile al suo: il suo nome è Maria. Marilù viene arrestata quando Maria la incastra, ma il coraggioso Leone riesce a scagionarla.

## Leone e il cane meccanico
Credendo che Leone non sia sufficientemente un bravo cane, Di Lung ne costruisce una versione meccanica, e lo rimpiazza nella famiglia. Leone decide dunque di sfidare il cane meccanico presso il Colosseo e grazie alla sua nota resistenza riesce a mandare in cortocircuito il robot.

## Il campeggio del terrore
Marilù, Giustino e Leone vanno in campeggio per il weekend. Giunti sul posto, Marilù viene rapita da due procioni. Leone deve salvarla insieme ai due animaletti per evitare che Giustino li catturi. Con la loro cattura, infatti, l'uomo otterrebbe un premio di 50 000 dollari.

## Il fantasma di Velvet Vic
Mentre sta tornando a casa, Giustino viene colpito alla testa da un disco del suo artista preferito: Velvet Vic. Una volta arrivato a casa, l'uomo decide di ascoltare il suo nuovo disco, ma dal megafono esce proprio il fantasma del musicista, il quale inizia a suonare il pianoforte. Dopo aver invitato Marilù a suonare con lui, Velvet Vic spegne il megafono e la donna viene risucchiata nel disco il quale viene poi distrutto. Intanto il musicista decide di andare in tournée e Giustino si offre come manager in modo tale da guadagnare soldi a palate. Leone disperato tenta di riparare inutilmente il disco. Allora si reca da Shirley, la quale gli suggerisce di copiare il disco in un CD. Fatto ciò, Leone si reca al concerto di Velvet Vic e fa partire il CD, liberando la sua padrona e imprigionando nuovamente il musicista.

## La dea della tempesta
Un giorno, ad Altrove, arriva una misteriosa ragazza disperata. Appena vede Leone lo abbraccia dicendo che gli ricorda tanto il suo cane. Marilù e la ragazza, una Dea, cominciano a litigare per gelosia. Leone decide quindi di mettersi sulle tracce del cane della Dea, Duncan.

## Il re del sonno
Il re del sonno non riesce a dormire, allora con un cornetto acustico ode il forte russare di Marilù, musica per le sue orecchie, e decide di impadronirsi del suo sonno. Senza più dormire la donna perderà lentamente la ragione e sarà compito di Leone convincere il re del sonno a restituire il maltolto e a capire il motivo dell'insonnia di questi.

## Leone cane informatico
Il computer di Leone si guasta e così lui e Marilù vengono trasferiti al suo interno, dove il tenero cane dovrà trovare un modo per far guarire un virus informatico dal suo raffreddore per poter riavere la sua amata padrona. In più i due devono cercare un modo per fare la "zuppa di carciofi" in modo da guarire un raffreddato Giustino.

## La cavalcata delle valchirie
Marilù, Giustino e Leone sono in vacanza in Norvegia. Improvvisamente, delle valchirie arrivano in volo dal cielo e rapiscono Marilù. Leone le segue e scopre che le guerriere l'hanno scambiata per una loro sorella scomparsa di nome Brunilde. Si scopre successivamente che quest'ultima si è invaghita del Re dei Troll, storici nemici delle valchirie, e si è nascosta con lui. L'episodio è caratterizzato dalla presenza di canti lirici.

## L'eroe di Coralville
Mentre si trovano su un'isola tropicale, Leone e Marilù scoprono una città sottomarina interamente in corallo e fanno amicizia con gli esseri che l'abitano. Nel frattempo, Giustino informa sua madre dell'esistenza di questa città che decide di distruggere per sfrattare le creature e per costruirci la sua fabbrica di parrucche.

## L'elisir di lunga vita
Un aereo sorvola la casa di Leone, Giustino e Marilù. Improvvisamente, questo aereo cade, e ne esce un vecchietto di 193 anni, che costringe Leone e la sua famiglia a vivere nella più completa sporcizia. Il cane riuscirà, infine, a salvare Giustino e Marilù e spedisce il vecchio lontano grazie a un palloncino.

## Il sottomarino di capitan Gatti
Marilù decide che è arrivato il momento per una giusta vacanza e si imbarca con Leone, sul sottomarino "Gatti". La donna viene messa a lavorare nelle cucine dove si deve occupare di preparare il tè, mentre Gatti tenta per l'ennesima volta di uccidere Leone. Dopo un enorme serie di peripezie, il sottomarino è sul punto di esplodere. Gatti, uscito dal sottomarino, viene divorato da uno squalo (restando comunque vivo nel suo stomaco), mentre Leone, Marilù e gli altri prigionieri riescono a fuggire prima che esploda, grazie a un'idea del tenero cane rosa.

## Il raggio della crudeltà
Marilù ha terminato il suo speciale ammorbidente e quindi deve andare in città a comperare gli ingredienti. Improvvisamente un raggio rosa fosforescente colpisce la città per cui tutti i cittadini iniziano a diventare sgarbati. Tutti tranne Leone e Marilù che hanno addosso l'ammorbidente di quest'ultima. Marilù viene rapita e portata in un centro di riabilitazione, mentre Leone invece, corre alla torre da cui proviene il raggio.

## Il banchetto delle rane
Un gruppo di rane decide di fare della graziosa fattoria di Giustino, Marilù e Leone il loro nuovo stagno. I due contadini saranno il banchetto di festeggiamento. Toccherà a Leone difendere i suoi padroni.

## Nuovi animaletti
Mentre Leone suona la tuba e dal terreno esce un apparentemente innocuo vermetto, da una nave aliena giungono due specie di orsi che vogliono quel vermetto per riportarlo a casa. Ma in realtà l'animale si trasforma in un verme gigante che ingoia i due orsi e Marilù. Leone dovrà ricondurlo sul suo pianeta natale dalla sua padrona Tulip prima che sia troppo tardi.

## Monna Lisa
Leone e i suoi due padroni sono in visita a Parigi e decidono di visitare il Museo del Louvre. Purtroppo non escono in tempo, per cui rimangono chiusi nel museo. Di notte tutte le sculture e i quadri prendono vita, grazie a un allineamento dei pianeti in cielo, e si godono la momentanea libertà. Monna Lisa prende Marilù con la forza e la racchiude nel suo quadro e Il pensatore fa lo stesso con Giustino, prendendosi i suoi vestiti. Monna Lisa ha intenzione di trovare un quadro ideale dove passare il tempo insieme a Il pensatore per i prossimi anni: entrano in Una domenica pomeriggio sull'isola della Grande-Jatte, ne La persistenza della memoria e I nottambuli, ma Il pensatore è sempre perplesso. Alla fine Leone riesce a liberare Marilù facendo rientrare Monna Lisa nel suo quadro insieme all'uomo de Il bacio, innamoratosi di lei. Così Leone e Marilù vanno nella casa di American Gothic, simile alla loro, riprendendo la vita di prima. Nel frattempo, Giustino è ancora bloccato dove dovrebbe esserci Il pensatore.

## Lo spaventapasseri
Marilù, Giustino e Leone sono in viaggio di ritorno da una prodigiosa fiera. Durante il viaggio vengono mandati fuori rotta da uno stormo di corvi che in precedenza avevano intensamente beccato uno spaventapasseri. Marilù lo prende e lo cura e questo prende vita. Quest'ultima chiede a Leone se può portare dei bicchieri di limonata, per lei e per lo spaventapasseri, ma mentre Marilù lavora nel campo arriva un serpente.
Lo spaventapasseri cerca di spaventarlo, ma Leone urla e fa scappare il serpente. Marilù consola lo spaventapasseri e gli dice di non preoccuparsi se non è riuscito a proteggerla. Poi arriva un'astronave aliena con un polipo alieno. Lo spaventapasseri tenta di spaventarlo, senza risultato, però Leone gridando riesce a spaventarlo. Marilù consola di nuovo lo spaventapasseri dicendogli che in poco tempo tornerà in ottima forma.
Durante la notte lo spaventapasseri si allena duramente per diventare più grosso e spaventoso. L'indomani lo spaventapasseri entra nella casa di Marilù, Leone e Giustino vestito da soldato e notevolmente più forte e spaventoso di prima al fine di rapire Marilù. Poco dopo si ritrova disteso per terra a pezzi beccato dai corvi, mentre farnetica affermando che la sua famiglia è spaventosa mentre lui è un'inutile balla di paglia. Marilù e Leone però gli fanno capire che spaventare non fa per lui, che è portato per altre cose. Così lo spaventapasseri (non più malvagio) lavora in una fiera.

## Lo strabiliante Mondo
Una tartaruga travestita da mago si presenta alla fattoria di Leone dove tenta di trasformare Marilù in sua moglie. Il cane dovrà salvare la sua padrona da Mondo, la tartaruga, per impedire che anche lei diventi un rettile mostro.

## Marilù babysitter
Un avvoltoio femmina gigante rapisce Marilù costringendola a fare da babysitter ai suoi tre pulcini. Leone dovrà affrontare molte difficoltà per salvare dai guai i tre, e far sì che la madre non divori la sua padrona al ritorno.

## La pescionaria
Leone, Marilù e Giustino incontrano una "pescionaria" che con la scusa di un viaggio in Scozia li conduce in un tribunale in fondo al mare, dove tre pesci-giudici li rinchiudono in una vasca gigante perché possano tornare alla vita semplice del mare di un tempo, ora diventata, a loro dire, corrotta dalle usanze complesse e dai vizi delle persone sulla terraferma.
Tuttavia Leone riuscirà a riportare alla fattoria la vasca con Marilù e Giustino, dove mostrerà ai tre pesci-giudici che anche la "pescionaria", che usava come alloggio la fattoria dei tre protagonisti, è stata corrotta dalla vita dell'uomo. I tre pesci-giudici liberano Leone e i suoi due padroni, mentre la "pescionaria" viene messa nella vasca per essere rieducata.

## L'Abominevole e i suoi
Il regista zombi Benton Tarantella, tornato dopo gli eventi di Facciamo cinema, decide di girare uno show su Leone, Marilù e Giustino dove dovranno essere maleducati e villani. Durante le riprese la telecamera del regista zombie cattura in sé tutta la cattiveria di Giustino, che crea la cattiveria in persona: l'Abominevole. Così nello show "L'Abominevole e i suoi" l'Abominevole non fa altro che insultare i tre facendo arricchire Giustino ma disperare Marilù, perciò Leone usa delle sabbie mobili istantanee per far andar via Benton Tarantella. Con il regista eliminato, l'Abominevole apre un suo show definito "L'Abominevole e il contadino" dove insulta Giustino e gli toglie anche tutto il denaro, portandolo al pianto.

## La cupola prodigiosa
Giustino ha molta fame, ma nel giardino della fattoria non cresce nulla. Così i protagonisti decidono di noleggiare una cupola, mentre il loro commercialista gli consegna delle buste con dei semi particolari. I risultati non si fanno attendere, ma Leone scopre che quei semi sono mescolati con pitoni, piragna e calabroni. La vicenda si conclude con le piante che si sbranano a vicenda a causa della puzza terribile dei calzini di Giustino, spruzzatogli addosso da Leone con insetticida.

## Il ritorno di Pupazzo di neve
Di neve pupazzo (come si proclama lui stesso nell'episodio), un vecchio nemico di Leone, decide di creare un nuovo polo nel bel mezzo di Altrove con la sua nuova invenzione chiamata "dito glaciale" dato che il polo sud dove viveva cominciava a sciogliersi velocemente a causa del buco nell'ozono. Il caso vuole che il pupazzo si stabilisca proprio nella fattoria di Leone, dove i tre arrivano poco dopo e scoprono che l'essere ha trasformato tutto in una distesa ghiacciata. Il troppo freddo però congela Leone, Marilù e Giustino facendo pensare al pupazzo che vogliano restare con lui, egli allora esprime la sua felicità cantando.
Poco dopo il pupazzo racconta a Leone la sua triste storia, lui e i suoi amici vivevano felicemente al polo nord quando si aprì un buco nel cielo che cominciò a riscaldare l'aria facendo sciogliere gli amici del pupazzo mentre lui riuscì a sopravvivere, trasferendosi poi al polo sud. Leone quindi raggiunge il polo nord dove si ingegna per chiudere il buco facendo ritornare tutto come prima, il pupazzo felice può finalmente tornare a casa dai suoi amici mentre alla fattoria tutto torna alla normalità.

## Il Club della trapunta
Le gemelle Stitch, due streghe siamesi che gestiscono una polverosa e fatiscente tappezzeria, sono i capi di uno strano club chiamato il "Club della trapunta", al quale Marilù vorrebbe partecipare, ma per farlo deve realizzare il tessuto migliore che esista. Alla fine, dopo molti tentativi e nonostante il raffreddore preso da Giustino, riesce a iscriversi; tuttavia le gemelle Stitch decidono di farla partecipare solo se cucirà un misterioso simbolo sulla loro trapunta stregata. In quel momento, Leone viene a conoscenza tramite il suo computer che le Stitch hanno cattive intenzioni: il simbolo che deve essere cucito ha intrappolato nella trapunta in eternità molte donne vissute in passato. Le due gemelle riescono a mettere in trappola Marilù, ma Leone grazie al suo intuito riesce ad intrappolare le gemelle in un pezzo di stoffa e a liberare la sua padrona assieme alle altre donne intrappolate. La fine dell'episodio vede Giustino, ancora raffreddato, pulirsi il naso proprio con il pezzo di stoffa in cui sono intrappolate le gemelle Stitch.

## Chi semina vento raccoglie tempesta
Alla fiera di paese, Marilù cerca un regalo per l'anniversario con Giustino e, dopo averlo cercato per le varie bancarelle, incontra una zingara che le propone di comprare una collana per 5 dollari. Giustino invece di pagarla con dei soldi le propone un baratto che consiste nello scambio tra la collana e il suo pozzo di petrolio, ma, a scambio avvenuto, la zingara si accorge che ciò che l'uomo spacciava per un atto di proprietà era solamente un conto del benzinaio. Per vendicarsi dell'imbroglio, la gitana lancia una maledizione a Marilù e a Giustino portandoli a una forte e crescente inimicizia reciproca. Per commuovere la zingara e farle annullare la maledizione Leone, attraverso un escamotage, fa sì che Giustino si accolli (egoisticamente) un fastidioso tarlo che infastidiva Marilù.

## Ipnospot
Un basso e grassoccio produttore di sformato trasmette in tutta Altrove uno spot pubblicitario ipnotico in cui incita la gente a nutrirsi solo del suo sformato. In breve tutta la città, tranne Leone che non ha visto lo spot perché dormiva, prende d'assalto i negozi, arrivando a farsi la guerra per lo sformato; addirittura Marilù e Giustino riescono a rubare un camion pieno di scatolette della ditta produttrice e corrono a casa a riempirsi come lottatori di sumo, arrivando a leccare uno le unghie dell'altro. Leone approfitta del camion per intrufolarsi nell'azienda e inavvertitamente guarda un nuovo spot appena girato dal produttore e ne rimane ipnotizzato. Inseguito poi dallo stesso dovrà lottare contro la sua stessa voglia di sformato per sconfiggere l'uomo e girare un nuovo spot ipnotico che riporti la situazione alla normalità.

## Leone sotto il vulcano
In una vacanza promozionale Marilù, Giustino e Leone vengono invitati nell'isola Hip-Hip. Dopo un brusco atterraggio gli si presenta il capo dell'isola insieme alla figlia e dichiara che sono stati scelti per la vacanza perché, vivendo ad Altrove, non sarebbero mancati a nessuno. Successivamente vengono portati tutti al bordo del vulcano dell'isola per una cerimonia sacra che consiste nel sacrificio di Marilù al Dio vulcano per calmarlo. Per salvarla Leone combatte contro i nativi dell'isola, ma viene scaraventato all'interno del vulcano dove scopre che il Dio in realtà è un agente immobiliare il quale, attraverso una macchina, sta manovrando il vulcano per costringere la popolazione dell'isola ad andarsene. Infine l'agente decide di far eruttare il vulcano per distruggere tutto ma Leone, attraverso una macchina sparaneve, spegne la lava e salva l'isola con tutti i suoi abitanti.